# Jackson Williams
Jackson Thomas Williams (né le 14 mai 1986 à Tulsa, Oklahoma, États-Unis) est un receveur des Rockies du Colorado de la Ligue majeure de baseball.

## Carrière
Joueur des Sooners de l'université d'Oklahoma, Jackson Williams est un choix de première ronde des Giants de San Francisco en 2007. Il évolue 7 ans en ligues mineures dans l'organisation des Giants sans atteindre le niveau majeur.
Il rejoint les Rockies du Colorado après la saison 2013 et fait, à l'âge de 28 ans, ses débuts dans le baseball majeur avec cette équipe le 27 août 2014 contre San Francisco. Il joue 7 parties des Rockies en fin de saison, réussissant 3 coups sûrs dont un circuit, avec 3 points produits et un point marqué. Son premier coup sûr dans les majeures est réussi le 28 août aux dépens du lanceur des Giants Yusmeiro Petit. Il frappe son premier circuit le 7 septembre suivant contre le lanceur Tyson Ross des Padres de San Diego.
Le 22 octobre 2014, Williams est réclamé au ballottage par les Angels de Los Angeles. Les Angels vendent ensuite son contrat aux Giants de San Francisco le 17 mars 2015. Après 7 matchs joués pour les Giants au cours de la saison 2015, il signe en novembre de la même année un contrat avec son ancienne équipe, les Rockies du Colorado.